# Wilszanycia (przystanek kolejowy)
Wilszanycia (ukr. Вільшаниця, ros. Вильшаница) – przystanek kolejowy w miejscowości Wilszanycia, w rejonie szepetowskim, w obwodzie chmielnickim, na Ukrainie. Położony jest na linii Szepetówka – Tarnopol.